# Nischnekolymsk
Nischnekolymsk (russisch Нижнеколымск) ist ein russischer Ort im Nischnekolymski ulus der Republik Sacha. Er liegt am Polarkreis nahe der Mündung der Kolyma in die Ostsibirische See. Beim Zensus 2002 gab es keine Einwohner mehr, 2010 hingegen sechs Einwohner.

## Geschichte
Nischnekolymsk wurde 1644 als Festung an der Kolyma gegründet. Es war der Ausgangspunkt für die Polarexpedition von Ferdinand von Wrangel und Pjotr Anjou im Jahr 1820. Am 20. Mai 1931 wurde Nischnekolymsk zum administrativen Zentrum des Nischnekolymski rajon, doch 1942 wurde das Verwaltungszentrum aufgrund ständiger Überschwemmungen nach Nischnije Kresty verlegt. Nischnekolymsk war 1968 größtenteils verlassen, obwohl eine kleine Anzahl von Menschen weiterhin dort lebte.

## Rezeption
Das Drama Red Pawn der Schriftstellerin Ayn Rand von 1932 spielt in der Frühzeit der Sowjetunion in der Nähe des Ortes.